# Tribulus astrocarpus
Tribulus astrocarpus är en pockenholtsväxtart som beskrevs av F. Müll.. Tribulus astrocarpus ingår i släktet tiggarnötter, och familjen pockenholtsväxter. Inga underarter finns listade i Catalogue of Life.